# O Assassinato de Roger Ackroyd
O Assassinato de Roger Ackroyd (original:The Murder of Roger Ackroyd) é um romance policial de Agatha Christie, publicado em 1926, contando com a participação do detetive belga Hercule Poirot. Este foi o primeiro grande sucesso da autora e é considerado uma de suas obras-primas, ainda que a solução do mistério tenha sido motivo de polêmica.

## Enredo
Na sossegada vila britânica de King's Abbott, o passatempo é o mexerico. Muito frequentemente, discutem a vida de Roger Ackroyd, um homem de posses. Esse grupo de fofoca é liderado por uma senhora inglesa de meia idade, Caroline Sheppard, irmã do doutor James Sheppard. 
Recentemente, o grupo da má língua andava a especular sobre o relacionamento da então viúva Miss Ferrars e de Mr. Ackroyd. As fofocas não param, embora miss Ferrars tenha se suicidado. Ackroyd, no meio da confusão, pede a Sheppard para jantar com ele, e revela que Miss Ferrars matara o marido e andara a ser chantageada. Ackroyd recebe uma carta que devia ler mais tarde (onde saberia quem era o chantagista), mas não pôde, pois aconteceu um assassinato que ele não poderia investigar: o seu próprio. Por pura coincidência, Poirot está a descansar na vila, plantando abobrinhas. Com a ajuda do Doutor Sheppard, Poirot passa a investigar. A investigação é tortuosa e Poirot conclui que cada suspeito tem algum segredo escondido. No entanto, no final Poirot encontra o verdadeiro autor do crime.

## Personagens
- Hercule Poirot - Detetive belga aposentado que investiga o assassinato a pedido da sobrinha da vítima, Flora Ackroyd.
- Mr. Roger Ackroyd -  Um cidadão rico e proeminente, paciente e amigo do Dr. Sheppard. É viúvo e sem descendentes, criando como filho seu enteado Ralph Paton, filho de sua falecida esposa com o primeiro marido.
- Mrs. Ackroyd - Cunhada de Roger Ackroyd, viúva do irmão caçula deste, Cecil Ackroyd.
- Flora Ackroyd - Sobrinha de Roger Ackroyd e filha de Mrs. Ackroyd, é noiva de Ralph Paton. Foi criada no Canadá, e mudou-se para a mansão do tio na Inglaterra à dois anos.
- Ralph Paton - Enteado de Roger Ackroyd, muitas vezes referido como o seu filho "adotado".
- Ursula Bourne - Copeira misteriosa de Roger Ackroyd.
- Geoffrey Raymond - O jovem secretário de Roger Ackroyd.
- John Parker - O mordomo de Roger Ackroyd.
- Elizabeth Russell - A governanta de Roger Ackroyd.
- Charles Kent - Homem misteriosamente ligado a Elizabeth Russell, é viciado em drogas.
- Dr. James Sheppard - O médico da cidade, torna-se o assistente informal de Poirot na investigação. É o narrador da história.
- Caroline Sheppard - Irmã mais velha e solteirona do Dr. Sheppard.
- Major Hector Blunt - Grande caçador, é amigo de Roger Ackroyd.
- Dorothy Ferrars - Viúva e sem filhos, aparentemente iria se casar com Roger Ackroyd, mas morre no início do livro devido a uma overdose de veronal (podendo ser acidental, crime ou suicídio).
- Ashley Ferrars - Falecido marido da Sra. Ferrars.
- Mr. Hammond - O advogado de Roger Ackroyd.
- Inspector Raglan -  Encarregado de investigar o crime.